# Gerichtsbezirk Brixen
Der Gerichtsbezirk Brixen war ein dem Bezirksgericht Brixen unterstehender Gerichtsbezirk in der Gefürsteten Grafschaft Tirol. Der Gerichtsbezirk umfasste Teile des Eisacktals und des Pustertals und gehörte zum Bezirk Brixen. Nach dem Ersten Weltkrieg musste Österreich den gesamten Gerichtsbezirk an Italien abtreten.

## Geschichte
Der Gerichtsbezirk Brixen wurde durch eine 1849 beschlossene Kundmachung der Landes-Gerichts-Einführungs-Kommission geschaffen und umfasste ursprünglich die 27 Gemeinden Afers, Aicha, Albeins, Bahrn, Brixen, Elvas, Kranewitt, Lisen, Meransen, Milland, Mühlbach, Natz, Neustift, Niedervintl, Pfeffersberg, Pfunders, Raas, Rodeneck, Sarns, Schabs, Schalders, Spinges, St. Andrä, St. Leonhard, Vals, Viums und Weitenthal.
Der Gerichtsbezirk Brixen bildete im Zuge der Trennung der politischen von der judikativen Verwaltung
ab 1868 gemeinsam mit dem Gerichtsbezirk Sterzing den Bezirk Brixen.
Der Gerichtsbezirk wies 1869 eine Bevölkerung von 15.434 Personen auf.
1910 wurden für den Gerichtsbezirk 18.572 Personen ausgewiesen, von denen 18.496 Deutsch (99,6 %) und 63 Italienisch oder Ladinisch (0,3 %) als Umgangssprache angaben.
Durch die Grenzbestimmungen des am 10. September 1919 abgeschlossenen Vertrages von Saint-Germain wurde der Gerichtsbezirk Brixen zur Gänze Italien zugeschlagen.

## Gerichtssprengel
Der Gerichtssprengel umfasste 1910 die 20 Gemeinden Afers, Albeins, Brixen, Lüsen, Meransen, Milland-Sarns, Mühlbach, Natz, Neustift, Niedervintl, Pfeffersberg, Pfunders, Rodeneck, St. Andrä, Schabs, Schalders, Springes, Vahrn, Vals und Weitenthal.